# Murailles de Lima
Les murailles de Lima étaient une enceinte formée de 34 remparts et 5 portes qui étaient censées protéger la cité des Rois des attaques des pirates ou corsaires, ennemis de l’empire espagnol. Elles furent bâties de 1684 à 1687 par le vice-roi Melchor de Navarre et de Roquefeuil et son financement fut estimé à 400 000 pesetas espagnoles.
En 1872, elles furent partiellement démolies sous le mandat du président José Balta, afin de faciliter la croissance démographique de la ville.
Actuellement, certaines sections des murailles ont été conservées ; il existe de même une section qui a été restaurée derrière l’église de San Francisco, près du palais présidentiel. Cette section est devenue un espace public, connu sous le nom de Parque de la Muralla (Parc de la muraille).